# Измайлово (Татарстан)
 Измайлово  — деревня в Бавлинском районе Татарстана. Входит в состав Новозареченского сельского поселения.

## География
Находится в юго-восточной части Татарстана на расстоянии приблизительно 22 км по прямой на юг от районного центра города Бавлы у речки Кандыз.

## История
Основана в первой половине XIX века.

## Население
Постоянных жителей было: в 1859—183, в 1889—250, в 1897—337, в 1920—409, в 1926—424, в 1938—362, в 1958—320, в 1970—268, в 1979—206, в 1989—122, в 2002 − 221 (удмурты 50 %), 235 в 2010.